# Loxocalyx
Loxocalyx là một chi thực vật có hoa trong họ Hoa môi (Lamiaceae).

## Loài
Chi Loxocalyx gồm các loài: